# Aethianoplis collifer
Aethianoplis collifer är en stekelart som först beskrevs av Morley 1919.  Aethianoplis collifer ingår i släktet Aethianoplis och familjen brokparasitsteklar. Inga underarter finns listade i Catalogue of Life.